# Ruth Hoffmann (Journalistin)
Ruth Hoffmann (* 1973 in Hamburg) ist eine deutsche Journalistin und Buchautorin.

## Leben
Ruth Hoffmann studierte Ethnologie, Neuere Geschichte und Politik und besuchte die Henri-Nannen-Journalistenschule. Von 2004 bis 2006 war sie Redakteurin beim Stern; seither arbeitet sie als freie Journalistin unter anderem für Geo, Stern, P.M. History und Spiegel Geschichte. Sie ist Mitgründerin des Journalistenverbands Plan 17 und des Berufsverbands Freischreiber. Sie lebt mit ihrer Familie in Hamburg.
Mit ihrem Buch über das Stauffenberg-Attentat war Hoffmann 2024 für den Deutschen Sachbuchpreis nominiert.

## Schriften (Auswahl)
- Stasi-Kinder. Aufwachsen im Überwachungsstaat. Propyläen, Berlin 2012, ISBN 978-3-549-07410-7.
- Das deutsche Alibi. Mythos »Stauffenberg-Attentat« – wie der 20. Juli 1944 verklärt und politisch instrumentalisiert wird. Goldmann, München 2024 ISBN 978-3-44231-722-6.[1]